# 遠江一宮站

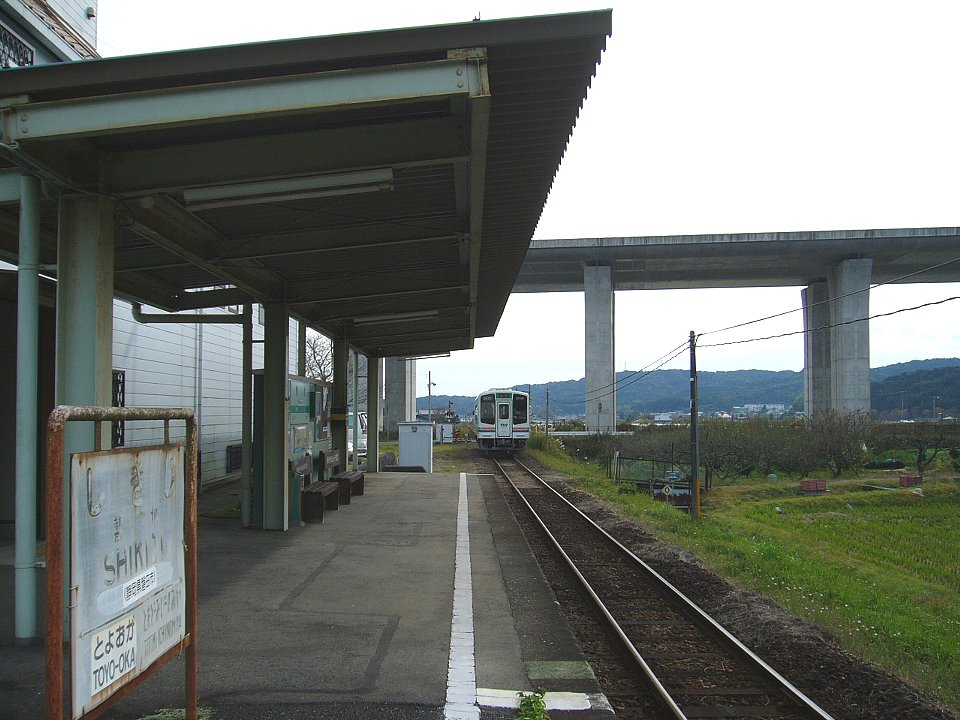
Tohtoumi-Ichinomiya 002.JPG

遠江一宮站（日语：／ Tōtōmi-Ichinomiya eki */?）是位於靜岡縣周智郡森町一宮2431番2號，天龍濱名湖鐵道的天龍濱名湖線車站。
此站現時為唯一冠以「遠江」的車站。在國鐵轉為天龍濱名湖鐵道時候，冠上舊國名「遠江」的車站均改名為其他名稱（例如遠江櫻木站改名為櫻木站，遠江森站改名為遠州森站、遠江二俁站改名為天龍二俁站），而此站沒有改。於是在同一路線設有「遠江」和「遠州」的車站。

## 歷史
- 1940年（昭和15年）6月1日 - 國鐵二俁線遠江森站至金指站之間開通，此站啟用。為一般車站。
- 1961年（昭和36年）5月16日 - 遠州鐵道柴油列車會經西鹿島站駛入至遠江森站。
- 1962年（昭和37年）8月21日 - 結束貨物起卸業務，成為旅客車站。
- 1966年（昭和41年）10月1日 - 遠州鐵道柴油列車不再駛入此線。在國鐵二俁線時代，野部站設有電氣路籤交會，為列車交會車站。
- 1970年（昭和45年）6月1日  - 結束行李、小行李起卸業務。成為無人車站。
- 1987年（昭和62年）3月15日 - 二俁線由天龍濱名湖鐵道接管，成為天龍濱名湖鐵道車站。
- 2011年（平成23年）1月26日 - 車站大樓被登錄成為登錄有形文化財[1]。

## 車站構造
車站是一座地面車站，設有2面2線的相對式月台。車站設有木造車站大樓，大樓被登錄成為登錄有形文化財。
此站是無人車站。車站大樓內設有手打蕎麥麵店（百百屋）。

### 月台
| 月台         | 路線          | 上下行 | 方向                               |
| ------------ | ------------- | ------ | ---------------------------------- |
| 車站大樓一方 | ■天龍濱名湖線 | 上行   | 遠州森、掛川方向                   |
| 車站大樓對面 | ■天龍濱名湖線 | 下行   | 天龍二俁、西鹿島、金指、新所原方向 |

## 使用狀況
以下為近年1日平均乘車人次
| 乘車人次變化 | 乘車人次變化      |
| 年度         | 一日平均 乘車人次 |
| ------------ | ----------------- |
| 2008         | 53                |
| 2009         | 63                |
| 2010         | 58                |
| 2011         | 67                |
| 2012         | 74                |
| 2013         | 57                |
| 2014         | 47                |
| 2015         | 66                |
| 2016         | 54                |
| 2017         | 63                |
| 2018         | 69                |

## 車站周邊
車站南邊設有山丘，北邊設有住宅和農田。
- 一之宮郵局（日语：一ノ宮郵便局）
- 小國神社
- 極樂寺

## 相鄰車站
天龍濱名湖鐵道
天龍濱名湖線
圓田－遠江一宮－敷地

## 注腳
1. 1 2  【文化財を登録有形文化財に登録する件】 (平成23年文部科學省告示第2號) 《官報》 平成23年（2011年）1月26日付 號外、第16號 pp. 46-51
2. ↑  掛川市統計書

## 外部連結
- 遠江一宮站 （页面存档备份，存于）（日語） - 天龍濱名湖鐵道株式會社
- 维基共享资源上的相關多媒體資源：遠江一宮站